# 向坂弘
向坂 弘（さきさか ひろむ、1856年2月15日（安政3年1月10日） - 1925年（大正14年）4月24日）は、日本の衆議院議員（立憲政友会）。弁護士。

## 経歴
出雲国松江（現在の島根県松江市）出身。松江藩藩校の修道館で学び、1874年（明治7年）より小学校教員を務めた。1881年（明治14年）より代言人の職に従事し、松江弁護士会副会長、同会長を歴任した。1889年（明治22年）、松江市会議員となり、議長に選ばれた。1898年（明治31年）、島根県会議員に選ばれ、同参事会員も務めた。
1903年（明治36年）、第8回衆議院議員総選挙に出馬し、当選。第9回、第10回でも再選された。